# Grant Williams (basket-ball)
Pour les articles homonymes, voir Grant Williams et Williams.
Grant Dean Williams, né le 30 novembre 1998 à Houston au Texas, est un joueur américain de basket-ball évoluant au poste d'ailier fort au sein des Hornets de Charlotte de la National Basketball Association (NBA).

## Biographie

### Carrière universitaire
Fils de Teresa Johnson, une ingénieure de la NASA, Grant Williams rejoint l'université du Tennessee et les Volunteers après avoir reçu des propositions de plusieurs université de l'Ivy League dont Harvard et Yale. Avec les Volunteers, il est désigné joueur de l'année de la Southeastern Conference à deux reprises en 2018 et 2019.

### Carrière professionnelle

#### Celtics de Boston (2019-2023)
Après son cursus universitaire, il est choisi en 22e position par les Celtics de Boston lors de la draft 2019. Il dispute son premier match sous les couleurs des Celtics le 23 octobre 2019, en fin de match face aux 76ers de Philadelphie. 
En 2022 il atteint les finales NBA mais perd en six matchs contre les Warriors de Golden State.

#### Mavericks de Dallas (2023-février 2024)
En juillet 2023, il rejoint les Mavericks de Dallas sous la forme d'un sign-and-trade pour un contrat de 54 millions de dollars sur quatre ans.

#### Hornets de Charlotte (depuis février 2024)
En février 2024, avec Seth Curry, il est transféré aux Hornets de Charlotte contre P. J. Washington. En novembre 2024, Williams se déchire le ligament croisé antérieur du genou ce qui le rend indisponible pour le reste de la saison.

## Palmarès

### Distinctions personnelles
- Joueur de l'année SEC 2018 et 2019
- All-America First Team selection 2018-2019

## Statistiques

### Université
| Saison    | Équipe    | Matchs | Titul. | Min./m | % Tir | % 3pts | % LF | Rbds/m. | Pass/m. | Int/m. | Ctr/m. | Pts/m. |
| --------- | --------- | ------ | ------ | ------ | ----- | ------ | ---- | ------- | ------- | ------ | ------ | ------ |
| 2016-2017 | Tennessee | 32     | 29     | 25,4   | 50,4  | 37,5   | 66,7 | 5,90    | 1,10    | 0,80   | 1,90   | 12,60  |
| 2017-2018 | Tennessee | 35     | 35     | 28,8   | 47,3  | 12,0   | 76,4 | 6,00    | 1,90    | 0,60   | 1,30   | 15,20  |
| 2018-2019 | Tennessee | 37     | 37     | 31,9   | 56,4  | 32,6   | 81,9 | 7,50    | 3,20    | 1,10   | 1,50   | 18,80  |
| Carrière  | Carrière  | 104    | 101    | 28,9   | 51,6  | 29,1   | 75,8 | 6,50    | 2,10    | 0,90   | 1,50   | 15,70  |

### NBA

#### Saison régulière
| Saison    | Équipe    | Matchs | Titul. | Min./m | % Tir | % 3pts | % LF | Rbds/m. | Pass/m. | Int/m. | Ctr/m. | Pts/m. |
| --------- | --------- | ------ | ------ | ------ | ----- | ------ | ---- | ------- | ------- | ------ | ------ | ------ |
| 2019-2020 | Boston    | 69     | 5      | 15,1   | 41,2  | 25,0   | 72,2 | 2,60    | 1,00    | 0,40   | 0,50   | 3,40   |
| 2020-2021 | Boston    | 61     | 9      | 18,1   | 43,7  | 37,2   | 58,8 | 2,80    | 1,00    | 0,50   | 0,40   | 4,70   |
| 2021-2022 | Boston    | 77     | 21     | 24,4   | 47,5  | 41,1   | 90,5 | 3,60    | 1,00    | 0,50   | 0,70   | 7,80   |
| 2022-2023 | Boston    | 79     | 23     | 25,9   | 45,4  | 39,5   | 77,0 | 4,60    | 1,70    | 0,50   | 0,40   | 8,10   |
| 2023-2024 | Dallas    | 47     | 33     | 26,4   | 41,3  | 37,6   | 74,5 | 3,60    | 1,70    | 0,50   | 0,60   | 8,10   |
| 2023-2024 | Charlotte | 29     | 10     | 30,6   | 50,3  | 37,3   | 76,5 | 5,10    | 3,20    | 0,70   | 0,40   | 13,90  |
| 2024-2025 | Charlotte | 16     | 7      | 29,9   | 43,9  | 36,5   | 83,8 | 5,10    | 2,30    | 1,10   | 0,80   | 10,40  |
| Carrière  | Carrière  | 380    | 108    | 22,9   | 45,2  | 37,7   | 77,4 | 3,70    | 1,50    | 0,50   | 0,50   | 7,20   |

#### Playoffs
| Saison   | Équipe   | Matchs | Titul. | Min./m | % Tir | % 3pts | % LF  | Rbds/m. | Pass/m. | Int/m. | Ctr/m. | Pts/m. |
| -------- | -------- | ------ | ------ | ------ | ----- | ------ | ----- | ------- | ------- | ------ | ------ | ------ |
| 2020     | Boston   | 17     | 0      | 10,0   | 57,7  | 58,8   | 70,0  | 1,50    | 0,40    | 0,10   | 0,30   | 2,80   |
| 2021     | Boston   | 5      | 0      | 11,4   | 50,0  | 50,0   | 100,0 | 2,00    | 0,80    | 0,20   | 0,80   | 3,40   |
| 2022     | Boston   | 24     | 5      | 27,3   | 43,3  | 39,3   | 80,8  | 3,80    | 0,80    | 0,30   | 0,80   | 8,60   |
| 2023     | Boston   | 15     | 0      | 17,7   | 47,2  | 45,0   | 80,0  | 2,20    | 1,20    | 0,30   | 0,40   | 5,10   |
| Carrière | Carrière | 61     | 5      | 18,8   | 46,1  | 43,3   | 80,0  | 2,60    | 0,80    | 0,30   | 0,50   | 5,70   |

## Records sur une rencontre en NBA
Les records personnels de Grant Williams en NBA sont les suivants, :
| Type de statistique        | Saison régulière | Saison régulière     | Saison régulière | Playoffs | Playoffs                   | Playoffs      |
| Type de statistique        | Record           | Adversaire           | Date             | Record   | Adversaire                 | Date          |
| -------------------------- | ---------------- | -------------------- | ---------------- | -------- | -------------------------- | ------------- |
| Points                     | 27               | Kings de Sacramento  | 27 janvier 2024  | 27       | Bucks de Milwaukee         | 15 mai 2022   |
| Paniers marqués            | 9                | Kings de Sacramento  | 27 janvier 2024  | 10       | Bucks de Milwaukee         | 15 mai 2022   |
| Paniers tentés             | 17               | Suns de Phoenix      | 15 mars 2024     | 22       | Bucks de Milwaukee         | 15 mai 2022   |
| Paniers à 3 points réussis | 7                | 2 fois               | 2 fois           | 7        | Bucks de Milwaukee         | 15 mai 2022   |
| Paniers à 3 points tentés  | 12               | @ Jazz de l’Utah     | 18 mars 2023     | 18       | Bucks de Milwaukee         | 15 mai 2022   |
| Lancers francs réussis     | 7                | @ Raptors de Toronto | 22 janvier 2023  | 7        | @ Heat de Miami            | 19 mai 2022   |
| Lancers francs tentés      | 8                | @ Raptors de Toronto | 22 janvier 2023  | 8        | @ Heat de Miami            | 19 mai 2022   |
| Rebonds offensifs          | 6                | 2 fois               | 2 fois           | 4        | Nets de Brooklyn           | 20 avril 2022 |
| Rebonds défensifs          | 9                | @ Nets de Brooklyn   | 12 novembre 2022 | 6        | 2 fois                     | 2 fois        |
| Rebonds totaux             | 13               | @ Raptors de Toronto | 3 mars 2024      | 6        | 6 fois                     | 6 fois        |
| Passes décisives           | 4                | 5 fois               | 5 fois           | 3        | @ Warriors de Golden State | 2 juin 2022   |
| Interceptions              | 3                | 2 fois               | 2 fois           | 2        | @ Bucks de Milwaukee       | 13 mai 2022   |
| Contres                    | 3                | 4 fois               | 4 fois           | 3        | 2 fois                     | 2 fois        |
| Balles perdues             | 4                | @ Raptors de Toronto | 28 mars 2022     | 2        | 5 fois                     | 5 fois        |
| Minutes jouées             | 41               | Pistons de Détroit   | 16 février 2022  | 39       | Bucks de Milwaukee         | 15 mai 2022   |

- Double-double : 4
- Triple-double : 0

Dernière mise à jour : 3 mars 2023